# Эон Флакс
«Эон Флакс» (англ. Æon Flux) — американский фантастический фильм 2005 года. Сюжет основан на одноимённом мультсериале Питера Чон Гонсика, который демонстрировался на канале MTV в 1995 году.
Теглайн: Сможешь ли ты узнать будущее в лицо?

## Сюжет
Действие фильма происходит в будущем, когда после эпидемии в 2011 году погибло 99 % населения Земли. После разработки доктором Гудчайлдом вакцины оставшиеся несколько миллионов человек основали город Брегну, где на протяжении 400 лет правит технократическая династия Гудчайлдов.
2415 год. Над городом передвигается летающий объект — реликл, который служит напоминанием об эпидемии. В городе действует мятежная организация «мониканцев», члены которой считают режим Гудчайлдов нелегитимным, обвиняя его в подавлении свободы и убийствах инакомыслящих. Кроме того, у жителей города появляются странные воспоминания о событиях, которых не было.
Девушка из группы «мониканцев» по имени Эон получает задание совершить диверсию в системе слежки. После выполнения задания Эон обнаруживает, что её сестру Уну убили. Полиция арестовала её друга Клавдия, который клялся, что она не была «мониканкой». Эон получает новое задание убить одного из правителей — Тревора Гудчайлда во время репетиции его речи. Вместе с Ситандрой они пробираются через парк, полный ловушек, до здания форума.
На заседании Совета рассматривается «мониканская» проблема. Было предложено искать другие (помимо убийств) методы борьбы с ними. Брат Тревора, Орен считает силовые методы эффективными, а переговоры неприемлемыми. Тревор прекращает заседание и отправляется к форуму на репетицию своей речи. Эон обнаруживает Гудчайлда и собирается его застрелить, однако он называет её именем Кэтрин, что вызывает у Эон воспоминания. Это останавливает Эон, она попадает в тюрьму.
Придя в сознание, Эон получает воду с наркотиком и сбегает. Обнаружив Клавдия, работающего в ботаническом саду Гудчайлда, Эон ссорится с ним из-за смерти Уны и расшифровывает послание из воды, в котором Тревор просит Эон встретиться с ним. Встретившись снова, Эон и Тревор пытаются поговорить, но из-за вновь нахлынувших воспоминаний Эон теряет над собой контроль и оказывается в постели с Тревором.
Проснувшись и снова путаясь в своих чувствах и воспоминаниях, Эон пытается задушить Тревора, встаёт и уходит, по пути замечает кольцо и хочет его поднять, но вдруг открывается потайная лестница вниз, где она замечает странный ремень, берёт его в руку, ремень охватывает её, она нажимает кнопку в середине ремня и оказывается в лаборатории Гудчайлда. Забрав оттуда диктофон и свою фотографию, Эон дерётся с заставшей её Фрейей. Эон, слушавшую диктофон, находит Ситандра, которая обо всём догадалась. Эон связывает её и опустив в воду, даёт ей дыхательную трубочку. Затем она проникает в реликл, где находит данные про Уну и её «новое воплощение» Сашу Прилло.
Покушение на Тревора организовал его брат Орен Гудчайлд, который связан с главой «мониканцев». Просмотрев видеозапись постельной сцены Тревора и Эон, совет Брегны решает сместить Тревора с поста председателя. Одновременно «мониканцам» приказано убить Эон за неисполнение задания. Тревор также приходит в реликл и узнает от Хранителя о приходе Эон. Он замечает, что все участники тест-групп были убиты полицейскими. Эон приходит по адресу Саши Прилло и находит младенца вместе с напуганными родителями. Вслед за ней появляется Тревор, им приходится убегать от внезапного рейда полиции.
По словам Тревора, четыреста лет назад от вируса, поразившего население Земли, была найдена вакцина, побочным эффектом которой было бесплодие. Поэтому было решено тайно клонировать людей. ДНК умершего человека сохраняется, и затем на приёме у гинеколога женщине внедряется оплодотворённая яйцеклетка. Таким образом, умерший человек через 9 месяцев появляется заново. Гудчайлды на протяжении семи поколений клонируют себя, сохраняя власть и накапливая знания. В реликле над городом хранятся ДНК. Многолетнее клонирование также дало побочный эффект: людей преследуют странные сны и воспоминания. Клонирование задумывалось как временная мера. Однако после того, как женщины в одной тест-группе начали беременеть естественным образом, Орен приказал тайно уничтожать таких участниц. Он пришёл к выводу, что исцеление от бесплодия подорвёт власть Гудчайлдов.
Решив забрать результаты многолетней работы Тревора из лаборатории, Эон и Тревор вооружаются. По пути в лабораторию, Эон достает свою фотографию и Тревор говорит ей о том, что в прошлой жизни они были женаты (Эон тогда звали Кэтрин) и что он потерял её во время эпидемии и не смог вернуть к жизни. С тех пор Тревор жил и умирал семь раз, храня образ Кэтрин в воспоминаниях. После этого разговора, Эон и Тревор понимают, что по-прежнему любят друг друга и Эон вспоминает своё прошлое с Тревором.
Орен с большим отрядом вооружённых людей окружает Эон и Тревора. Он сообщил, что природа преодолела бесплодие и женщины уже способны рожать естественным путём. Однако Орен желает сохранить власть и решает продолжать клонировать людей. В перестрелке погибают все «мониканцы», включая Ситандру, и Орен. Совет Брегны возвращает власть Тревору. Эон взрывает реликл с образцами ДНК, после чего разрушается стена Брегны.
Около разрушившейся стены, открывающую взор на девственно чистую природу, собираются люди, в числе которых держащиеся за руки, счастливые Эон и Тревор.
Они снова оказываются в 2011 году, Тревор спрашивает Эон: «Мы ещё увидимся?», Эон с улыбкой идёт в противоположную сторону дороги и последний раз они смотрят друг на друга издалека.

## В ролях
- Шарлиз Терон — Эон Флакс
- Мартон Чокаш — Тревор Гудчайлд
- Джонни Ли Миллер — Орен Гудчайлд
- Софи Оконедо — Ситандра
- Фрэнсис Макдорманд — глава «мониканцев»
- Амелия Уорнер — Уна Флакс
- Николай Кински — Клавдий
- Пит Постлетуэйт — хранитель
- Кэролайн Чикези — Фрея
- Анатоль Таубман — отец Саши Прилло

## Производство
Съёмки проходили в Берлине и Потсдаме.
На роль Эон Флакс приглашалась Мишель Родригес, которая играла в дебютном фильме Кэрин Кусамы «Женский бой» (2000).

## Кассовые сборы
Кассовые сборы по состоянию на февраль 2006 года составили 52,3 млн долларов — 25,8 млн долларов в американском прокате и 26,4 млн долларов в мировом. Фильм вышел на DVD 25 апреля 2006 года. На 16 июля 2006 года объём продаж составил 31,8 млн долларов.